# Luis Jure
Luis Jure (* 1960 in Montevideo) ist ein uruguayischer Komponist und Musikpädagoge.

## Leben
Jure studierte bei Héctor Tosar und an der Escuela Universitaria de Música (EUM) der Universidad de la República mit Abschluss im Fach Komposition. Er unterrichtete ab 1988 an der EUM und zählte dort 1999 zu den Gründern des Estudio de Musica Electroacustica, dessen Direktor er seit 2004 ist. Als Komponist trat er vorrangig mit elektroakustischen Werken hervor.

## Werke
- Takanimba. A night in Soweto, 1988, 1991
- Eyeless in Gaza, 1992
- mar de fondo, 1999, 2001